# Simon Pegg
Simon John Pegg, angleški filmski in televizijski igralec, * 14. februar 1970, Gloucestershire, Anglija, Združeno kraljestvo.